# Ronald Kraus
Ronald Kraus (26. října 1927 Praha – 7. ledna 1996 Strakonice) byl český textař.

## Život
Narodil se v Praze jako syn známého novináře a spisovatele F. R. Krause.
Ve svých 14 letech byl deportován do koncentračního tábora v Bystřici (okres Benešov) a odtud později do německého Klein Steinu (dnes Kamionek v Polsku).
V letech 1947–1949 sloužil vojenskou službu.
Koncem šedesátých let se zasloužil o obnovení tradice české trampské písničky. Spolupracoval zejména s KTO, kterým napsal desítky písňových textů (např. "Šejdy Lejdy", „Plácek v oudolí“, „Zrádný banjo“, „U tří louží“, "Zápraží", "Už není Ohio", "Než byl svět" atd.). Psal také pro další countryové kapely (Taxmeni), ale i pro Juditu Čeřovskou, Josefa Zímu, Naďu Urbánkovou, Marii Rottrovou, později pak hlavně Evu Olmerovou a Evu Pilarovou. Produkoval několik významných alb, např. Ztracenka zpívá nebo Jezero dřímá, později Zahraj i pro mne s Evou Olmerovou a Michaelem Kocábem.